# 研城街道
研城街道，原为研城镇是中華人民共和國四川省樂山市井研縣下屬的一個鎮。位於井研县的中心，為井研縣的中心城鎮。面積47.57平方公里，為井研縣最大的城鎮。2019年12月，撤销高滩乡和研城镇，设立研城街道，以原高滩乡和原研城镇所属行政区域为研城街道的行政区域。

## 行政区划
研城街道现辖：
民主街社区、和平街社区、建设路社区、顺河街社区、白塔街社区、夏家桥社区街社区、来凤村、幸福来村、宋高山村、同心村、飞跃村、红太阳村、楼房冲村、造福村、杨利村、新道路村、干谷冲村、新兴村、建新村、高家寺村、永胜村、三合村、霁虹村、高坡村、塘角村、白塔村、建华村和化里村。

## 经济状况
研城街道的經濟以農業及工業為主。